# Rodrigue Boisfer
Rodrigue Boisfer (Marsiglia, 24 gennaio 1981) è un ex calciatore francese, di ruolo centrocampista, tecnico del Vado.

## Carriera

### Giocatore
Nasce a Marsiglia da padre martinicano e madre della Guadalupa nelle Antille francesi. Cresciuto nelle giovanili del Monaco, arriva in Italia nel 1998 nel Genoa dove debutta in Serie B a 18 anni. Rimane col club rossoblu per sette stagioni cadette totalizzando 91 presenze.
Nel gennaio 2005 viene ceduto in prestito al Venezia dove gioca una gara di Serie B. Nella stagione seguente viene ceduto al Perugia, dove disputa una stagione da titolare in Serie C1. Nell'estate 2006 passa a titolo definitivo alla Sangiovannese ancora in terza serie. Tra il 2007 e il 2009 milita ancora in Serie C1 da titolare con la maglia della Pro Sesto. Nell'estate 2009 passa al Gubbio dove, sempre da titolare, contribuisce prima alla promozione dalla Seconda Divisione alla Prima Divisione e poi alla vittoria del campionato successivo, che porta gli eugubini in Serie B, sotto la guida di Vincenzo Torrente, suo compagno ai tempi del Genoa. Segna il suo primo gol in B con gli umbri il 1º novembre 2011 al 90º minuto contro il Cittadella consentendo alla squadra di vincere la partita. Si ripete il 14 gennaio seguente siglando il 4-0 contro il Grosseto. Il 16 gennaio prolunga il contratto con il Gubbio fino al 30 giugno 2013. Conclude la stagione con 25 presenze e 3 gol retrocedendo.
Dopo altri due anni consecutivi al Gubbio in Lega Pro, il 4 luglio 2014 viene annunciato il suo passaggio al Sestri Levante in Serie D e ne diventa il capitano. Il 4 gennaio 2015 segna il suo primo gol con la maglia dei corsari, siglando il momentaneo 2-0 contro il Sancolombano, partita che termina poi sul 2-2. Si ripete l'ultima giornata del campionato, nuovamente contro il Sancolombano (2-1 a favore dei corsari). Nella stagione 2016-2017 passa al Rapallo Ruentes nel campionato di Eccellenza, debuttando il 18 dicembre 2016 nel derby tra i ruentini e la Sammargheritese (1-2 per la squadra ospite).

### Allenatore
Ritiratosi a fine stagione, dopo essere stato collaboratore tecnico di Gennaro Volpe all'Entella Under-17, nel 2020 torna al Gubbio come vice di Vincenzo Torrente, suo allenatore proprio al club umbro.
Nell’estate del 2023 torna al Sestri Levante come vice di mister Enrico Barilari  per una stagione.
Passato al Vado sempre come allenatore in seconda, nel febbraio 2025 è chiamato a sostituire Marcello Cottafava.

## Statistiche

### Presenze e reti nei club
| Stagione              | Squadra               | Campionato            | Campionato | Campionato | Coppe nazionali | Coppe nazionali | Coppe nazionali | Coppe continentali | Coppe continentali | Coppe continentali | Altre coppe | Altre coppe | Altre coppe | Totale | Totale |
| Stagione              | Squadra               | Comp                  | Pres       | Reti       | Comp            | Pres            | Reti            | Comp               | Pres               | Reti               | Comp        | Pres        | Reti        | Pres   | Reti   |
| --------------------- | --------------------- | --------------------- | ---------- | ---------- | --------------- | --------------- | --------------- | ------------------ | ------------------ | ------------------ | ----------- | ----------- | ----------- | ------ | ------ |
| 1998-1999             | Genoa                 | B                     | 2          | 0          | CI              | 0               | 0               | -                  | -                  | -                  | -           | -           | -           | 2      | 0      |
| 1999-2000             | Genoa                 | B                     | 14         | 0          | CI              | 3               | 0               | -                  | -                  | -                  | -           | -           | -           | 17     | 0      |
| 2000-2001             | Genoa                 | B                     | 21         | 1          | CI              | 2               | 0               | -                  | -                  | -                  | -           | -           | -           | 23     | 1      |
| 2001-2002             | Genoa                 | B                     | 20         | 0          | CI              | 3               | 0               | -                  | -                  | -                  | -           | -           | -           | 23     | 0      |
| 2002-2003             | Genoa                 | B                     | 19         | 1          | CI              | 0               | 0               | -                  | -                  | -                  | -           | -           | -           | 19     | 1      |
| 2003-2004             | Genoa                 | B                     | 15         | 0          | CI              | 2               | 0               | -                  | -                  | -                  | -           | -           | -           | 17     | 0      |
| 2004-gen. 2005        | Genoa                 | B                     | 0          | 0          | CI              | 0               | 0               | -                  | -                  | -                  | -           | -           | -           | 0      | 0      |
| Totale Genoa          | Totale Genoa          | Totale Genoa          | 91         | 2          |                 | 10              | 0               |                    | -                  | -                  |             | -           | -           | 101    | 2      |
| gen.-giu. 2005        | Venezia               | B                     | 1          | 0          | CI              | -               | -               | -                  | -                  | -                  | -           | -           | -           | 1      | 0      |
| 2005-2006             | Perugia               | C1                    | 29         | 0          | -               | -               | -               | -                  | -                  | -                  | -           | -           | -           | 29     | 0      |
| 2006-2007             | Sangiovannese         | C1                    | 18+2       | 0          | CI+CI-C         | 0+2             | 0               | -                  | -                  | -                  | -           | -           | -           | 22     | 0      |
| 2007-2008             | Pro Sesto             | C1                    | 29         | 1          | CI-C            | 0               | 0               | -                  | -                  | -                  | -           | -           | -           | 29     | 1      |
| 2008-2009             | Pro Sesto             | 1D                    | 33+2       | 3          | CI+CI-LP        | 2+0             | 0               | -                  | -                  | -                  | -           | -           | -           | 37     | 3      |
| Totale Pro Sesto      | Totale Pro Sesto      | Totale Pro Sesto      | 62+2       | 4          |                 | 2               | 0               |                    | -                  | -                  |             | -           | -           | 66     | 4      |
| 2009-2010             | Gubbio                | 2D                    | 33+4       | 1          | CI-LP           | 8               | 1               | -                  | -                  | -                  | -           | -           | -           | 45     | 2      |
| 2010-2011             | Gubbio                | 1D                    | 32         | 2          | CI+CI-LP        | 2+0             | 0               | -                  | -                  | -                  | SL-PD       | 2           | 0           | 36     | 2      |
| 2011-2012             | Gubbio                | B                     | 25         | 3          | CI              | 1               | 0               | -                  | -                  | -                  | -           | -           | -           | 26     | 3      |
| 2012-2013             | Gubbio                | 1D                    | 25         | 0          | CI+CI-LP        | 1+0             | 0               | -                  | -                  | -                  | -           | -           | -           | 26     | 0      |
| 2013-2014             | Gubbio                | 1D                    | 20         | 1          | CI+CI-LP        | 2+0             | 0               | -                  | -                  | -                  | -           | -           | -           | 22     | 1      |
| Totale Gubbio         | Totale Gubbio         | Totale Gubbio         | 135+4      | 7          |                 | 14              | 1               |                    | -                  | -                  | -           | 2           | 0           | 155    | 8      |
| 2014-2015             | Sestri Levante        | D                     | 36+5       | 2          | CI-D            | 3               | 0               | -                  | -                  | -                  | -           | -           | -           | 44     | 2      |
| 2015-2016             | Sestri Levante        | D                     | 35         | 3          | CI+CI-D         | 1+1             | 0               | -                  | -                  | -                  | -           | -           | -           | 37     | 3      |
| 2016-2017             | Sestri Levante        | D                     | 8          | 1          | CI-D            | 1               | 0               | -                  | -                  | -                  | -           | -           | -           | 9      | 1      |
| Totale Sestri Levante | Totale Sestri Levante | Totale Sestri Levante | 79+5       | 6          |                 | 6               | 0               |                    | -                  | -                  |             | -           | -           | 90     | 6      |
| Totale carriera       | Totale carriera       | Totale carriera       | 415+13     | 19         |                 | 34              | 1               |                    | -                  | -                  |             | 2           | 0           | 464    | 20     |

### Statistiche da allenatore
Statistiche aggiornate al 18 maggio 2025.
| Stagione        | Squadra         | Campionato      | Campionato | Campionato | Campionato | Campionato | Coppe nazionali | Coppe nazionali | Coppe nazionali | Coppe nazionali | Coppe nazionali | Coppe continentali | Coppe continentali | Coppe continentali | Coppe continentali | Coppe continentali | Altre coppe | Altre coppe | Altre coppe | Altre coppe | Altre coppe | Totale | Totale | Totale | Totale | % Vittorie | Piazzamento |
| Stagione        | Squadra         | Comp            | G          | V          | N          | P          | Comp            | G               | V               | N               | P               | Comp               | G                  | V                  | N                  | P                  | Comp        | G           | V           | N           | P           | G      | V      | N      | P      | %          | Piazzamento |
| --------------- | --------------- | --------------- | ---------- | ---------- | ---------- | ---------- | --------------- | --------------- | --------------- | --------------- | --------------- | ------------------ | ------------------ | ------------------ | ------------------ | ------------------ | ----------- | ----------- | ----------- | ----------- | ----------- | ------ | ------ | ------ | ------ | ---------- | ----------- |
| feb.-giu. 2025  | Vado            | D               | 10+2       | 4+1        | 3          | 3+1        | CI-D            | -               | -               | -               | -               | -                  | -                  | -                  | -                  | -                  | -           | -           | -           | -           | -           | 12     | 5      | 3      | 4      | 41,67      | Sub., 3º    |
| Totale carriera | Totale carriera | Totale carriera | 12         | 5          | 3          | 4          |                 | 0               | 0               | 0               | 0               |                    | -                  | -                  | -                  | -                  |             | -           | -           | -           | -           | 12     | 5      | 3      | 4      | 41,67      |             |

## Palmarès

### Club

#### Competizioni nazionali
- Lega Pro Prima Divisione: 1

Gubbio: 2010-2011